# Ликсна (станция)
Ли́ксна (латыш. Līksna) — железнодорожная станция на линии Крустпилс — Даугавпилс.
Находится между станцией Ваболе и бывшей станцией Межциемс в Ликсненской волости Аугшдаугавского края, Латвийская железная дорога (код 11443). Открыта 12/24 сентября 1861 года при пуске Риго-Динабургской дороги (длина 204 версты). Есть вокзал, начальник станции. До 2014 года сохранились как первоначальное пассажирское здание, так и оригинальный грузовой сарай со въездом для вагонов.
18 сентября 2021 года в рамках Дней Европейского наследия(посвящено транспорту) состоялся праздник 160-летия станции.

## Расписание поездов
Через станцию проходят поезда 617Р, 602Р, 609Р и 618Р.

## Интересные факты
Вокзал станции снят в эпизоде фильма «Стреляй вместо меня» Рижской киностудии, 1970 год.